# 邁阿密縣 (俄亥俄州)
邁阿密縣（英語：Miami County）是位於美国俄亥俄州西部的一個縣。面積1,060平方公里。根据美国普查局2020年的统计，共有人口108,774人。县治特洛伊。該縣成立於1807年，縣名是印第安語，但意義有多個版本。